# 田中龍夫
田中 龍夫（たなか たつお、1910年〈明治43年〉9月20日 - 1998年〈平成10年〉3月30日）は、日本の政治家、華族（男爵）。正三位勲一等。首相を務めた田中義一の長男。
戦後間もなく貴族院議員、山口県知事を務め、のち自由民主党に所属し衆議院議員、通商産業大臣、文部大臣を歴任した。福田派の幹部として重きをなし、岸派以来の福田赳夫側近として行動を共にした。また長らく「日本海外移住家族会連合会」の会長を務め、世界各地の日系移民とその家族の支援に尽力した。

## 生涯

### 生い立ち
1910年（明治43年）9月20日 、陸軍軍人・田中義一の長男として山口県萩市に生まれる。暁星中学校から一浪を経て浦和高等学校（現・埼玉大学）に進学し、東京帝国大学法学部政治学科に入学。この間、父・義一を亡くして男爵を襲爵し、東京帝大在学中に高橋節子と結婚している。

### 官僚から政界へ
1937年（昭和12年）、東京帝大を卒業した田中は南満洲鉄道に入社。その後 企画院調査官、軍需省軍需官を歴任し、小磯内閣の島田俊雄農商大臣秘書官となる。
太平洋戦争終戦後の1945年（昭和20年）には幣原内閣の小笠原三九郎商工大臣秘書官に任官され、翌年5月11日、補欠選挙で貴族院男爵議員に選出され、公正会に所属し1947年（昭和22年）5月2日の貴族院廃止まで在任した。同年、知事が公選制となり初の山口県知事選挙で当選 し、山口県の初代公選知事となる。同年12月、山口県に昭和天皇の戦後巡幸があり、随行役を務める。山口県知事時代の1952年（昭和27年）、国有財産管理処分関係事件（戦艦「陸奥」関係事件）で衆議院行政監察特別委員会に証人喚問された。

### 中央政界に進出
1953年（昭和28年）、知事2期目途中で退任し、同郷の先輩である岸信介の誘いで第26回衆議院議員総選挙に旧山口1区より無所属で立候補し、当選。以後連続13回当選。初当選後は岸の属す日本自由党に入党した。吉田茂首相を批判した岸が自由党から除名されると、田中も岸に追随して自由党を離脱し、日本民主党の結党に参加した。
保守合同により自由民主党が結党されるとこれに参加。1957年（昭和32年）には第1次岸内閣改造内閣で内閣官房副長官に就任した。第2次佐藤内閣第1次改造内閣で総理府総務長官として初入閣したことを皮切りに、福田赳夫内閣の通産大臣、鈴木善幸内閣の文部大臣と閣僚を歴任。1981年（昭和56年）には自民党総務会長に就任した。

### 晩年
1990年（平成2年）の衆議院解散を機に政界を引退。山口1区の地盤は山口県議会議員の河村建夫が継承した。同年、勲一等旭日大綬章を受章。1998年3月30日、急性心不全のため死去。87歳没。墓所は多磨霊園にある。

## エピソード
山口県知事に就任した田中は朝鮮半島の緊張の高まりに危機感を持ち、1947年に知事直轄組織の「朝鮮情報室」を創設した。朝鮮総督府の勤務経験者ら朝鮮語に長けた人材を集めて、傍受した中波・短波ラジオを翻訳させるなどして情報収集に努め、朝鮮戦争勃発の際には国連軍の不利をいち早く察知し吉田政権にも連絡した。ダレス国務長官顧問から楽観論を聞かされていた吉田らはこの情報を一顧だにしなかったが、戦況は田中の懸念通りに悪化し、一時は外務省から6万人からなる韓国亡命政権の受け入れを山口県に打診されるまでに至る。田中はこれを拒否したが、県では阿武町などに難民キャンプを建設する計画が極秘に進められていた。
昭和26年（1951年）10月のルース台風による被害に、山口県知事であった田中龍夫は県内に所在する警察予備隊の駐屯部隊に救援要請を出した。小月駐屯地（現・海上自衛隊小月航空基地）にいた普通科第11連隊（現・陸上自衛隊第11普通科連隊）は指示を仰ぐために福岡県の第4管区総監部へ連絡を入れるが、第4管区総監部は首相から命令が出ておらず、また自然災害に警察予備隊が出動した前例がないため、これを認めなかった。連隊長は状況説明のために副連隊長を総監部へ送り副総監には却下されたものの総監へ直接報告を行い、総監が東京の警察予備隊総隊総監部へ連絡、さらに吉田茂首相へ出行要請が届くことで派遣が決定。これを教訓として災害派遣に関する規定が定められた。
自民党の政治家であった福家俊一の著述によると、首相官邸で童貞を喪失したことを自慢にしていたというエピソードがある。父である田中義一が総理大臣のとき、龍夫が15歳であり、このとき、首相官邸に居住していた。
ある日地震があり、押入れに避難していると、お手伝いさんも飛び込んで来て、2人きりでいたところで、事に及んだとある。
「この話を田中義一さんの息子の田中龍夫(代議士・元文相)にしたら「おれも初体験は十五歳 
もっとも、田中の場合は、初体験した場所が、総理大臣の官邸だというのが自慢なんだ。 何しろ田中の親父は永田町の首相官邸に入った初代の総理大臣だ。 
ある晩、 地震があって、中学生の龍夫が押し入れに入ったところ、若いお手伝いさんが悲鳴をあげて飛び込んできた。 
二人で抱きあって、ガタガタ揺られていたら、お手伝いさんのほうがヘンな気分になってしまったんだな。そのままのしかかられて、 童貞喪失に至ったという次第らしい。 
『政治家多しといえど、総理官邸で童貞を失くしたのはおれだけだ』 
なんて、田中の奴、いまでも自慢している。 」
ただし、田中義一が総理大臣を務めた期間は1927年から1929年であり、田中龍夫が数え年で15歳であった年は1924年となるため、この逸話の年代には矛盾が見られる。

## 家族
- 父・田中義一
- 母・壽天（すて、1874年 - 1937年) - 大築尚志六女
- 妻・田中節子（1914年 - ?） - 高橋勇次女。
- 子・田中素夫（日本製鋼社員）、田中卓次、鷹崎由美子（俳人、東京後援会河村建夫を育てる会会長）

## 関連人物
- 安藤百福 - 製塩事業や選挙で深い関わりがあった[11][12]